# Dmitrij Grigorowicz
Dmitrij Pawłowicz Grigorowicz, ros. Дмитрий Павлович Григорович (ur. 25 stycznia?/6 lutego 1883 w Kijowie, zm. 26 lipca 1938 w Moskwie) – rosyjski i radziecki konstruktor lotniczy, specjalizujący się w projektowaniu łodzi latających.

## Życiorys
Urodził się 25 stycznia?/6 lutego 1883 roku w Kijowie, ówcześnie na terenie Imperium Rosyjskiego. W 1910 roku ukończył Kijowski Instytut Politechniczny, będąc entuzjastą nowego działu techniki, jakim było wówczas lotnictwo. W 1911 roku przeniósł się do Petersburga, gdzie założył i wydawał czasopismo lotnicze („Wiestnik wozduchopławanija”) propagujące lotnictwo morskie. W 1913 roku został kierownikiem zakładów lotniczych S.S. Szczetinina i M.A. Szczerbakowa w Petersburgu, które zajmowały się wówczas remontami francuskich wodnosamolotów używanych w lotnictwie morskim Floty Bałtyckiej. Jesienią 1913 roku Grigorowicz skonstruował swoją pierwszą łódź latającą, nazwaną M-1 (od słowa morski). Kolejnymi zaprojektowanymi przez niego w 1914 roku wodnosamolotami były M-2, M-3 i M-4. Największym sukcesem okazała się piąta konstrukcja, czyli M-5 (1915) oraz jego powiększony następca - M-9 (1915). Oba typy były produkowane masowo (w liczbie kilkuset egzemplarzy każdy) i używane do szkolenia, rozpoznania i bombardowania. Kolejnym udanym typem wodnosamolotu był M-15 z 1916 roku, wyprodukowany w liczbie kilkudziesięciu egzemplarzy. Po wojnie domowej konstruktor powrócił do Piotrogrodu, projektując na początku lat 20. łódź latającą M-24. W 1925 roku, pracując w biurze konstrukcyjnym OMOS (przemianowanym wkrótce na OPO-3), zaprojektował wodnosamoloty MRL-1 i MU-2, a w roku następnym MUR-1 i MUR-2. W 1927 roku w biurze konstrukcyjnym Grigorowicza powstał kolejny projekt łodzi latającej - ROM-1 (MR-3), a w 1929 roku jej następca - ROM-2.
Zmarł 26 lipca 1938 roku w Moskwie i został pochowany w tym mieście na Cmentarzu Nowodziewiczym.